# Tragicomédia
A tragicomédia é um subgênero teatral que alterna ou mistura comédia, tragédia, farsa, melodrama, etc.

## Na Antiguidade Clássica
Plauto (254 a.C.-184 a.C.[carece de fontes?]) foi o único autor antigo a empregar a palavra "tragicomédia" definindo-a e criando-a como um gênero híbrido de comédia e tragédia, por ser uma comédia que tem como personagens alguns deuses, personagens típicos de uma tragédia. Nas palavras do personagem Mercúrio, no prólogo de sua peça Amphitruo:
"O que é isso? Vocês franziram a testa porque eu disse que ia ser uma tragédia? Sou um deus, e posso mudá-la; se vocês quiserem farei da tragédia uma comédia, com os mesmos versos, todos eles. Querem que seja assim ou não? Mas que bobo que eu sou! Como se eu não soubesse o que vocês querem, eu que sou um deus! Sei o que existe na cabeça de vocês a respeito disso. Vou fazer com que seja uma peça mista: com que seja uma tragicomédia porque não acho certo que seja uma comédia uma peça em que aparecem reis e deuses. O que vou fazer, então? Como também um escravo toma parte nela farei que seja, como já disse, uma trágico-comédia." (PLAUTO, Amphitryon, 52-63).
Essa mistura ou alternância de estilos ocorre em várias peças gregas e romanas, como o Alceste de Eurípides (c. 485 a.C.-406 a.C.), que, em razão do seu "final feliz" e pelo tom levemente humorístico de algumas passagens, é vista por alguns eruditos como um drama satírico ou uma tragicomédia - mais do que como uma tragédia.

## No teatro elisabetano
A mistura de gêneros foi também adotada durante o Renascimento inglês, pelo teatro elisabetano. Algumas peças de Shakespeare (1564 -1616), como A Tempestade e O Rei Lear, têm muito de tragicomédia, sendo que a ironia e a comicidade contribuem para a maior riqueza de significados do texto.

## No teatro francês
Na França, o termo foi introduzido pelo dramaturgo Robert Garnier (1545-1590). No início do século XVII, esse tipo de teatro era moda, mas o estilo ainda não estava claramente definido. Pouco a pouco, entretanto, os autores foram submetendo suas peças às regras do teatro clássico. Entre os clássicos franceses do século XVII (Molière, Corneille, Racine), designava uma historia trágica com desfecho feliz. Todavia, o gênero nem sempre agradou o público. "El Cid" de Corneille, por exemplo, teve que ser reescrita para se transformar em uma tragédia, depois que a primeira versão recebeu numerosas críticas desfavoráveis.
Victor Hugo, com seu drama romântico tentou impor uma escrita que se situava entre o sublime e o grotesco, mas não teve muito êxito. Somente no século XX, com o teatro do absurdo, o público começaria a aceitar que o riso não necessariamente exclui a profundidade dramática.